# Geomicrobiologia
La geomicrobiologia è la scienza che combina la geologia e la microbiologia. La geomicrobiologia si occupa in particolare di studiare il ruolo dei microbi e dei processi microbici nello svolgimento dei processi geologici e geochimici, e viceversa. Questo campo di indagine risulta particolarmente importante per trattare i microrganismi presenti nelle falde acquifere.
Un altro ambito di cui si occupa la geomicrobiologia è lo studio degli organismi estremofili, ossia i microrganismi che vivono in ambienti normalmente considerati ostili. Questi possono andare da ambienti estremamente caldi (sorgenti calde o dorsali oceaniche) a estremamente salini, o financo ad ambienti spaziali come il suolo marziano o le comete.
| Controllo di autorità | GND (DE) 4156734-1 |